# Strange Frontier
Strange Frontier – drugi solowy album studyjny perkusisty grupy Queen, Rogera Taylora, wydany w czerwcu 1984. W jego nagraniu, obok Taylora, udział wzięli m.in. Freddie Mercury, który napisał wspólnie z nim utwór „Killing Time”, oraz Rick Parfitt ze Status Quo, z którym muzyk skomponował utwór „It’s An Illusion”. Na płycie znalazły się także covery utworów Boba Dylana („Masters of War”) i Bruce’a Springsteena („Racing in the Street”).
Album Strange Frontier przeszedł wśród fanów Queen bez echa. Po jego wydaniu Roger zaniechał kariery solowej aż do 1987, kiedy utworzył zespół The Cross.

## Lista utworów
1. „Strange Frontier” – 4:16
2. „Beautiful Dreams” – 4:23
3. „Man on Fire” – 4:05
4. „Racing in the Street” – 4:28
5. „Masters of War” – 3:51
6. „Killing Time” – 4:58
7. „Abandon Fire” – 4:12
8. „Young Love” – 3:22
9. „It's an Illusion” – 4:03
10. „I Cry for You (Love Hope and Confusion)” – 4:16